# ラブラドール・レトリバー
ラブラドール・レトリーバー（ラブラドール・レトリバー、あるいはラブラドール・リトリーバーとも。英: Labrador Retriever）は、大型犬に分類される犬種。元来、レトリーバー（獲物を回収 (Retrieve) する犬）と呼ばれる狩猟犬の一種であるが、現在はその多くが家庭犬として、あるいは盲導犬や警察犬などの使役犬として飼育されている。

## 概要
ラブラドール・レトリーバーの特徴として、本来の使役用途である網にかかった魚の回収に適した、水かきのついた足があげられる。カナダ、イギリスで登録頭数第1位で、アメリカでも1991年以来、2020年現在もなお登録頭数第1位の人気犬種である。また、洞察力、作業力に優れ、オーストラリア、カナダ、イギリス、アメリカなど世界各国で、身体障害者補助犬、警察犬など様々な用途に最適な犬種として使役されている。ラブラドール・レトリーバーは活発で泳ぐことを好み、幼児から高齢者までよき遊び相手であるとともに保護者の役割も果たす犬種である。

## 歴史

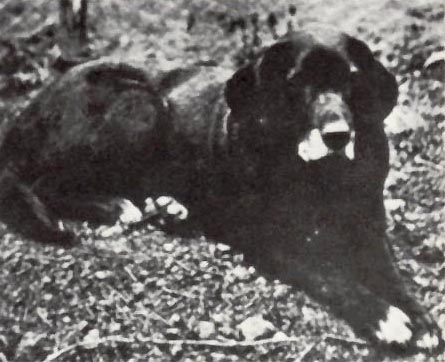
ニューファンドランド島セントジョンズ原産のセント・ジョンズ・ウォーター・ドッグのネル（1856年頃）

現在のラブラドール・レトリーバーの原産地にあたるのは、カナダのニューファンドランド島（現在は半島と同じニューファンドランド・ラブラドール州に属する）である。ラブラドール・レトリーバーの血統のもととなった犬種は、16世紀にニューファンドランド島に入植した人々が特別な目的のために飼育していたセント・ジョンズ・ウォーター・ドッグだった。ニューファンドランド島原産のニューファンドランドよりもやや小さいためレッサー・ニューファンドランドとも呼ばれていた、やや小柄で短毛のセント・ジョンズ・ウォーター・ドッグが漁に用いられ、魚網の牽引や網からこぼれ落ちたニシンやタラの回収といった作業に使役された。このセント・ジョンズ・ウォーター・ドッグこそがラブラドール・レトリーバーの祖先犬である。タキシード模様とも形容される、ベースが暗色で、胸、脚、あご、マズル（鼻先）がホワイトの被毛というセント・ジョンズ・ウォーター・ドッグの特徴は、現在でもラブラドール・レトリーバーの血を引くミックス犬の外観に表れることがある。さらに純血種のラブラドール・レトリーバーにも、俗にメダルと呼ばれる胸部に見られるホワイトの斑点や、脚部やマズルにホワイトの差毛が表れることがある。
ニューファンドランド島セントジョンズ地域の入植者には、イングランド人とアイルランド人が多かった。この地方の漁師は漁船同士の間に綱を渡す、小船を牽引させる、水中の魚網を回収させるなど、様々な用途にセント・ジョンズ・ウォーター・ドッグを用いていた。そしてセント・ジョンズ・ウォーター・ドッグの忠誠心と作業を好む性質は、漁師にとってこの上なく価値ある財産となっていった。
19世紀初頭に、ニューファンドランド島との漁業貿易が盛んだったイングランドのドーセット州の港湾都市プール (英語: Poole) へ多くのセント・ジョンズ・ウォーター・ドッグが持ち込まれ、当地の紳士階級の間で水鳥猟に適合した狩猟犬としての能力を高く評価されるようになった。その後、イングランドでは少数とはいえセント・ジョンズ・ウォーター・ドッグを繁殖する犬舎は存在したが、当時のニューファンドランド島の羊畜産保護政策と、イングランドの狂犬病の検疫を目的とした犬の輸出入制限によって、セント・ジョンズ・ウォーター・ドッグは徐々に姿を消して行った。

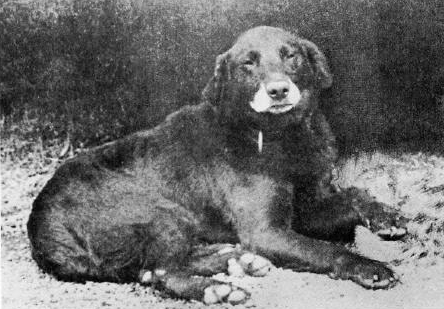
現在に至るラブラドール・レトリーバーの多くの血統に貢献した、バクルー・エイヴォン（1885年頃）

19世紀のイングランドで、初代マルムズベリー伯ジェームズ・ハリス（1746年 - 1820年）と第2代マルムズベリー伯ジェームズ・エドワード・ハリス（1778年 - 1841年）は、自身の領地での鴨猟のためにセント・ジョンズ・ウォーター・ドッグ系の猟犬を繁殖しており、第5代バクルー公ウォルター・モンタギュー・ダグラス・スコット（1806年 - 1884年）、第6代バクルー公ウィリアム・モンタギュー・ダグラス・スコット（1831年 - 1914年）とその末子ジョージ・ウィリアム・モンタギュー・ダグラス・スコットも、現在のラブラドール・レトリーバーの作出と血統の確立に貢献した。1880年代にマルムズベリー伯家から贈られ、バクルー公家の繁殖計画に使われたエイヴォン（バクルー・エイヴォン）とネッドという犬が、現在のラブラドール・レトリーバーの直接の祖先であると考えられている。
セント・ジョンズ・ウォーター・ドッグが最初にイングランドに持ち込まれたのは1820年頃といわれているが、その優れた能力は以前からイングランドでも噂になっていた。言い伝えによると、漁船に乗っているセント・ジョンズ・ウォーター・ドッグを見たマルムズベリー伯爵が、すぐさまこの犬種数頭をイングランドに輸入する手配をしたといわれている。これら最初期のラブラドール・レトリーバーの祖先犬は、その高い知能と水中や水辺でのあらゆるものを回収する能力によってマルムズベリー伯爵に強い印象を与えた。そしてマルムズベリー伯爵は、自身が所有するすべての犬舎でセント・ジョンズ・ウォーター・ドッグのさらなる改良と血統の確立を決意したのである。

### 初期の記録
セント・ジョンズ・ウォーター・ドッグに関する初期の記録はわずかながら残っている。1822年にスコットランド人探検家ウィリアム・コーマックが、ニューファンドランド島を徒歩踏破した。このときの旅行記に「鳥の回収に適した鳥猟犬として見事なまでに訓練されているだけでなく、他にもあらゆる用途に適した犬である。〔中略〕直毛あるいは短毛の犬が好まれているのは、凍て付くような天候のこの地では、長毛の犬だと水が毛に凍り付いて動きにくくなるためだ」という記述がある。
他にもピーター・ホーカー大佐による「あらゆる狩猟犬の中でもずば抜けて優れている。この犬はほとんどがブラックの被毛で、ポインターよりは小さい。頑強な脚と短い直毛を持ち、背中に届くような巻き尾ではない。非常に敏捷で脚力があり、泳ぐことも得意な勇敢な犬である〔中略〕、そして嗅覚の鋭さは驚嘆に値する〔後略〕」という記録もある。
イングランド人地質学者ジョゼフ・ジュークスの著作『ニューファンドランド旅行記 1839年から1840年 Excursions In and About Newfoundland During the Years 1839 and 1840』には、セント・ジョンズ・ウォーター・ドッグに関する「今日海辺で、細身でブラックの短毛の犬を見た。イングランドで知られているニューファンドランドの犬とは全く異なる外見だった。細くとがった鼻先と細長い尾を持ち、やや細く見えるが頑健な脚と細身の体躯をしている。被毛は短く直毛だった」「この地方ではもっともよく見かける犬で〔中略〕その顔つきは凛々しいとはいえないが、知性を感じさせる労働意欲に溢れた顔立ちである〔中略〕水に飛び込むとすぐに泳ぎだし、網を張り巡らせてそこに魚を追い込んでいった。私には全く信じられないような光景で、特に何の訓練もされていない犬であるということを聞いたときにはさらに驚愕した」という記述がある。

### 名前の由来
現在ラブラドール・レトリーバーとして知られている犬種のもととなったのは、セント・ジョンズ・レトリバー、セント・ジョンズ・ドッグ、レッサー・ニューファンドランド（小さなニューファンドランド）などと呼ばれていた犬種である。後にこれらの犬種がイングランドへもたらされたときに、すでにイングランドに持ち込まれていた、より大きなニューファンドランド犬と区別するために、出身地域名にちなんで「ラブラドール」と呼ばれるようになった。しかしながら実際のセント・ジョンズはラブラドールではなく、南部のアバロン半島に位置している。

### 歴史上の記録
ラブラドール・レトリーバーに関する最初の文献は1814年のピーター・ホーカーによる『若き猟師への指南書 Instructions to Young Sportsmen』、最初の絵画作品は1823年のエドウィン・ランドシーアによる『コーラ、ラブラドールの雌犬』、最初の写真は1856年に撮られたホーム伯爵家の犬「ネル」である。その後、1870年までにはイングランドで「ラブラドール・レトリーバー」という名称が一般的になっていった。イギリスのケネルクラブに公式犬種として認められたのは1903年、アメリカのケネルクラブに公認されたのは1917年である。セント・ジョンズ・ドッグは1980年代初めごろに純血種としての血統は絶えてしまい、最後の2頭の写真が撮影されたのは1981年である。

### 毛色の変遷

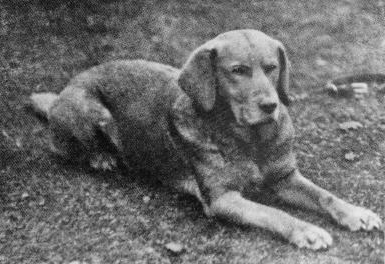
記録に残っている最初のイエローの被毛を持つベン・オブ・ハイド

ラブラドール・レトリーバーには、ブラック以外にイエローとチョコレートの被毛を持つ仔犬が時折生まれていたが、これらの毛色が正式に認められたのは20世紀になってからのことで、それまでは生後間もなく間引きされることもあった。記録に残る最初のイエローのラブラドール・レトリーバーは、1899年にC.J.レドクリフ中佐の犬舎で生まれたベン・オブ・ハイドである。チョコレートのラブラドール・レトリーバーが作出されたのは1930年代だが、1892年にバクルー公家の犬舎でチョコレートの斑点模様の子犬が生まれたという記録も残っている。
イエロー（イエローに分類されている近似色も含む）
現在イエローと呼ばれている毛色は、ブリード初期の20世紀半ばではもっと濃い色でほとんどバタースコッチ色ともいえる茶色っぽい毛色であり、イギリスのケネルクラブがゴールド（金色）とまではいえないとしてこの毛色をイエローと指定するまでは、一般にゴールデンと呼ばれていた。20世紀の終わりごろにはより明るいイエローやクリームのラブラドール・レトリーバーが好まれるようになった。現在のラブラドール・レトリーバーに見られるイエロー系の毛色はほとんどがこのタイプで、ほかにはフォーン（淡黄褐色）もよく見られるイエロー系の毛色となっている。
1980年代にはイギリスのブリーダーの間で、ゴールドやフォックスレッド（赤狐色）の毛色を再評価する動きがあり、三頭のラブラドール・レトリーバーによってこれらの毛色の復活が試みられた。中でもバルリオン・キング・フロスト（ブラックの毛色、1976年頃生）という犬が種オスとして用いられ、この犬を親として生まれた子犬はつねに非常に濃いイエローの毛色だった。このことからバルリオン・キング・フロストは「フォックスレッドの被毛の再作出にもっとも大きな影響を与えた犬」といわれている。バルリオン・キング・フロストの孫に当たるウィンフォール・タバスコ（1986年生）も有名な犬となり、「現在のフォックスレッドのラブラドール・レトリーバーの父」と呼ばれ、イギリスでチャンピオン犬となった唯一のフォックスレッドのラブラドール・レトリーバーである。ウィンフォール・タバスコの血を引き、フォックスレッドの毛色を持つレッド・アラートやスクリームショー・プラシド・フラミンゴといったラブラドール・レトリーバーは、非常に高い評価がなされている。
チョコレート
ジャック・ヴァンダーウィクはチョコレートの毛色を持つすべてのラブラドール・レトリーバーの血統を調査し、その血統が8系統に集約されたという記録をラブラドールネット・データベースに登録した。しかしながら、チョコレートは20世紀以前には確立した毛色とは見なされておらず、ヴァンダーウィク自身も、20世紀以前のラブラドール・レトリーバーについての追跡は可能かもしれないが、記録として残ってはいないと認めている。20世紀始めごろには、フラットコーテッド・レトリバーやチェサピーク・ベイ・レトリバーなどとラブラドール・レトリーバーが交配されたという記録が残っており、これらの犬種の血統がラブラドール・レトリーバーにチョコレートの毛色をもたらした。そしてチョコレートのラブラドール・レトリーバーは、20世紀始めにフィーバーシャム伯爵が所有する犬舎で毛色が確立された。
ヴァンダーウィクが調査した血統を辿ると、1880年代の3頭のブラックのラブラドール・レトリーバーに行き着く。バクルー・エイヴォン（オス）とその子孫、マームズベリ・トランプ（オス）そしてマームズベリ・ジュン（メス）である。後年のモーニングタウン・トーブラもチョコレートの毛色の発展に寄与した重要なラブラドール・レトリーバーで、他にもバクルー犬舎の血統台帳には、1908年のピーター・オヴ・ファスカリによって当該犬舎にチョコレートの毛色が導入されたという記録が残っている。

## 概説

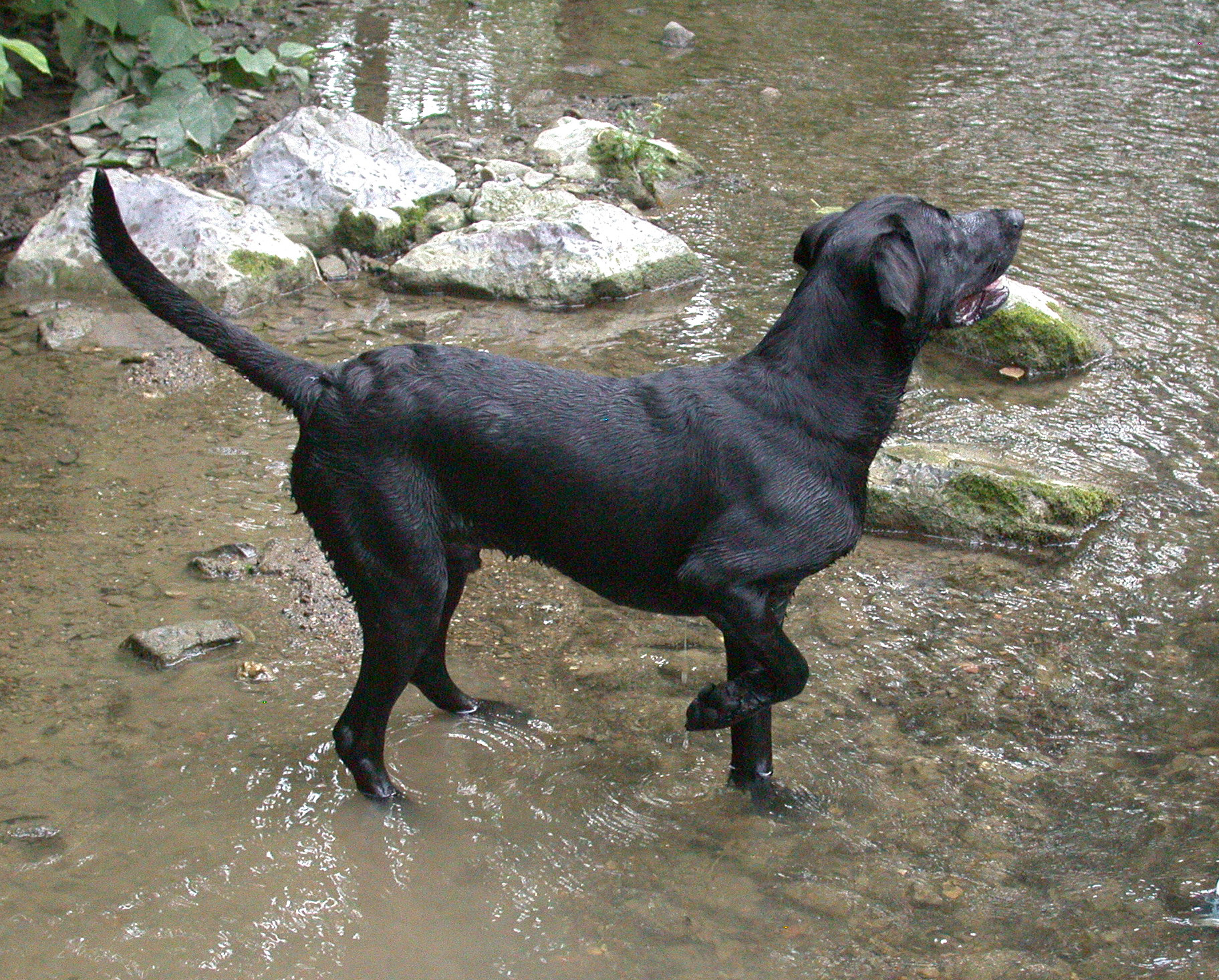
ブラックのラブラドール・レトリーバー

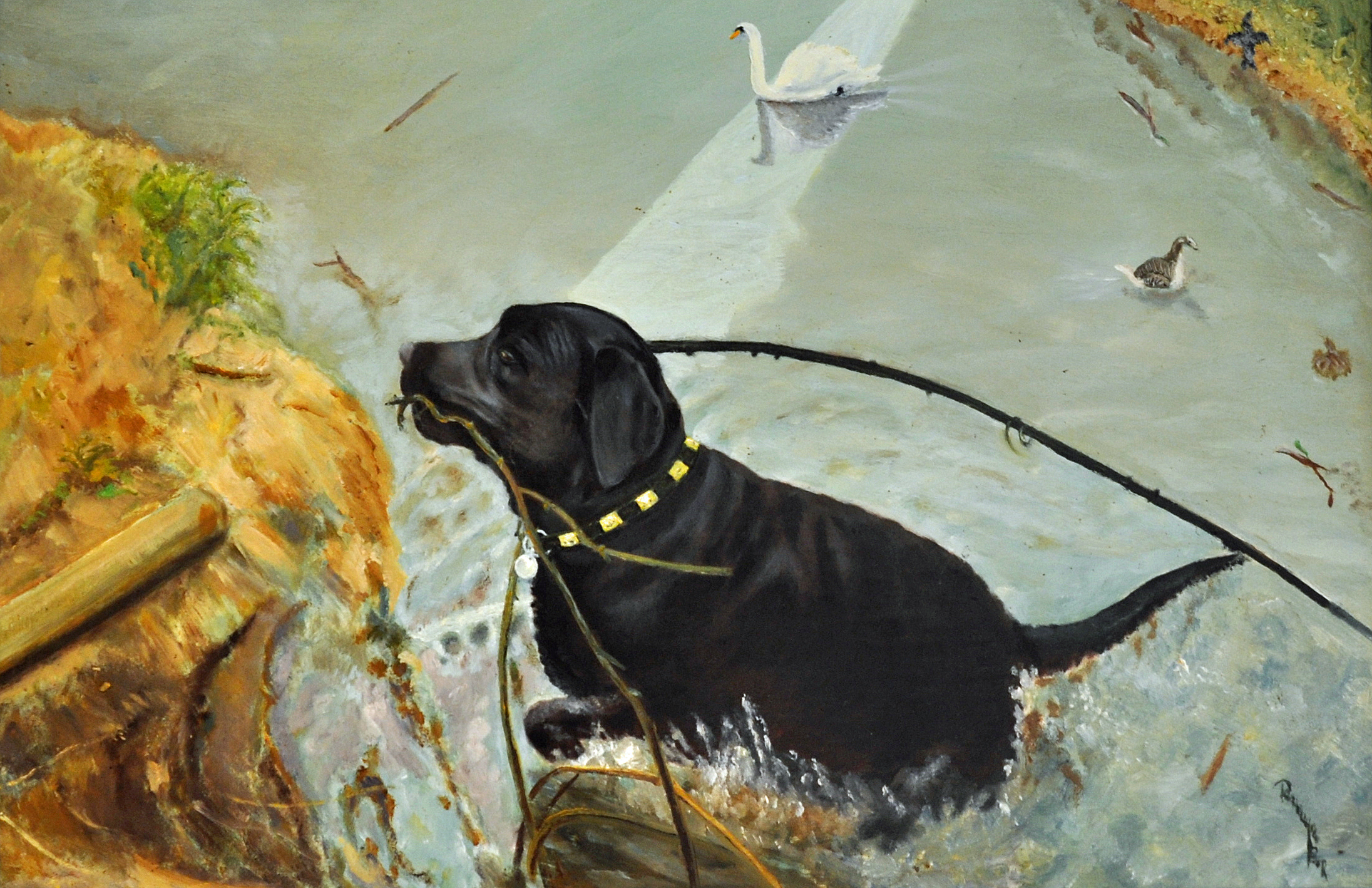
ブラックのラブラドール・レトリーバー

### 外観
ラブラドール・レトリーバーは比較的大型の犬種で、オスの標準的な体重は29 - 40kg程度、メスは25 - 32kg程度である。45kgを超えるラブラドール・レトリーバーは肥満犬と見なされ、アメリカン・ケネルクラブのスタンダードでは失格とされているが、この体重を大きく超えるラブラドール・レトリーバーも少なくはない。毛色はあまり重要視されず、狩猟犬としての能力向上を目的として改良された結果、現在のラブラドール・レトリーバーの特徴、気性が生まれている。
他の純血種と同じく、ラブラドール・レトリーバーの血統には「イングリッシュタイプ」あるいは「品評会用」といわれる外観重視の血統と、「アメリカンタイプ」あるいは「作業用」といわれる能力重視の血統とが存在する。一般的にはイングリッシュタイプのほうが小柄で、胴が短く全体的にがっしりとした体格をしており、性質もやや大人しいといわれる。一方アメリカンタイプは体高が高く比較的細身で、イングリッシュタイプに比べると細長い頭部と鼻を持つ。ただしアメリカンタイプであっても、あまりに長い鼻、細い頭部、長い脚、痩せた体躯であれば、ラブラドール・レトリーバーのスタンダードとは認められない。イングリッシュタイプ、アメリカンタイプともに非公式の呼称であり、血統が異なるとはいえ、各国のケネルクラブで別々に体系化、規格化されているものではない。また、他にオーストラリアンタイプと呼ばれる系統も存在しており、欧米ではあまり見かけないがアジアではこのタイプが主流となっている。
温帯地域で飼育されているラブラドール・レトリーバーでは通常年二回の換毛期があり、大量に換毛する場合もあるが個体による違いが激しい。被毛は短い直毛がほとんどで、尾は平たく力強い。足には泳ぎに適した水かきがあり、寒冷地ではかんじきの役割も果たす。密生する被毛は防水効果をもち、このこともラブラドール・レトリーバーの水中での作業能力に一役買っている。

#### 公式スタンダード
ラブラドール・レトリーバーのスタンダードには国、団体によって様々な種類がある。以下にあげるスタンダードはアメリカン・ケネルクラブのスタンダードをもとにした、アメリカ合衆国における品評会用のスタンダードである。
- 体格: ラブラドール・レトリーバーは比較的大型の犬種である。肩から基尾部までの長さと、肩高は同じ長さである。オスの肩高は57cm - 62cmで体重は29kg - 36kg、メスの肩高は54cm - 59cmで体重は25kg - 32kgであること。これに対してイギリスのケネルクラブのスタンダードでは、オスの肩高は56cm - 57cmで、メスの肩高は54cm - 55cmとなっている[23]。
- 被毛: ラブラドール・レトリーバーの被毛は密生した短毛で、縮れてはならない。防水性に富み、寒季の水中でも低温による身体への悪影響は生じない。このことは、ラブラドール・レトリーバーの被毛が乾燥気味で油脂分が多く含まれていることを意味する。毛色として認められているのはブラック、イエロー（アイヴォリーないしクリームからフォックスレッドまでが含まれる）、チョコレートである。
- 頭部: 明白なストップ（鼻と額の間のくぼみ、額段）のある平らな顔、穏やかで表情豊かな眼を持つ。瞳の色として認められるのはブラウンとヘイゼル（はしばみ色）であり、眼の縁取りはブラックでなければならない。耳は頭部に密着した垂耳で、眼よりもわずかに高い箇所に位置する。
- あご: あごは頑丈で力強い。マズルの長さは中程度で、過度に先細りになっているのは望ましくない。やや下がり気味で優美なカーブを描いていなければならない。
- 胴: 頑丈で筋肉質、背筋は水平であること。

尾と被毛はケネルクラブ、アメリカン・ケネルクラブの両方からラブラドール・レトリーバーに「特有の」形状と評されている。アメリカン・ケネルクラブはさらに、「ラブラドール・レトリーバーを特徴付けるのは、その性質とオッターテイル（カワウソのような尾）である」としている。

#### 毛色

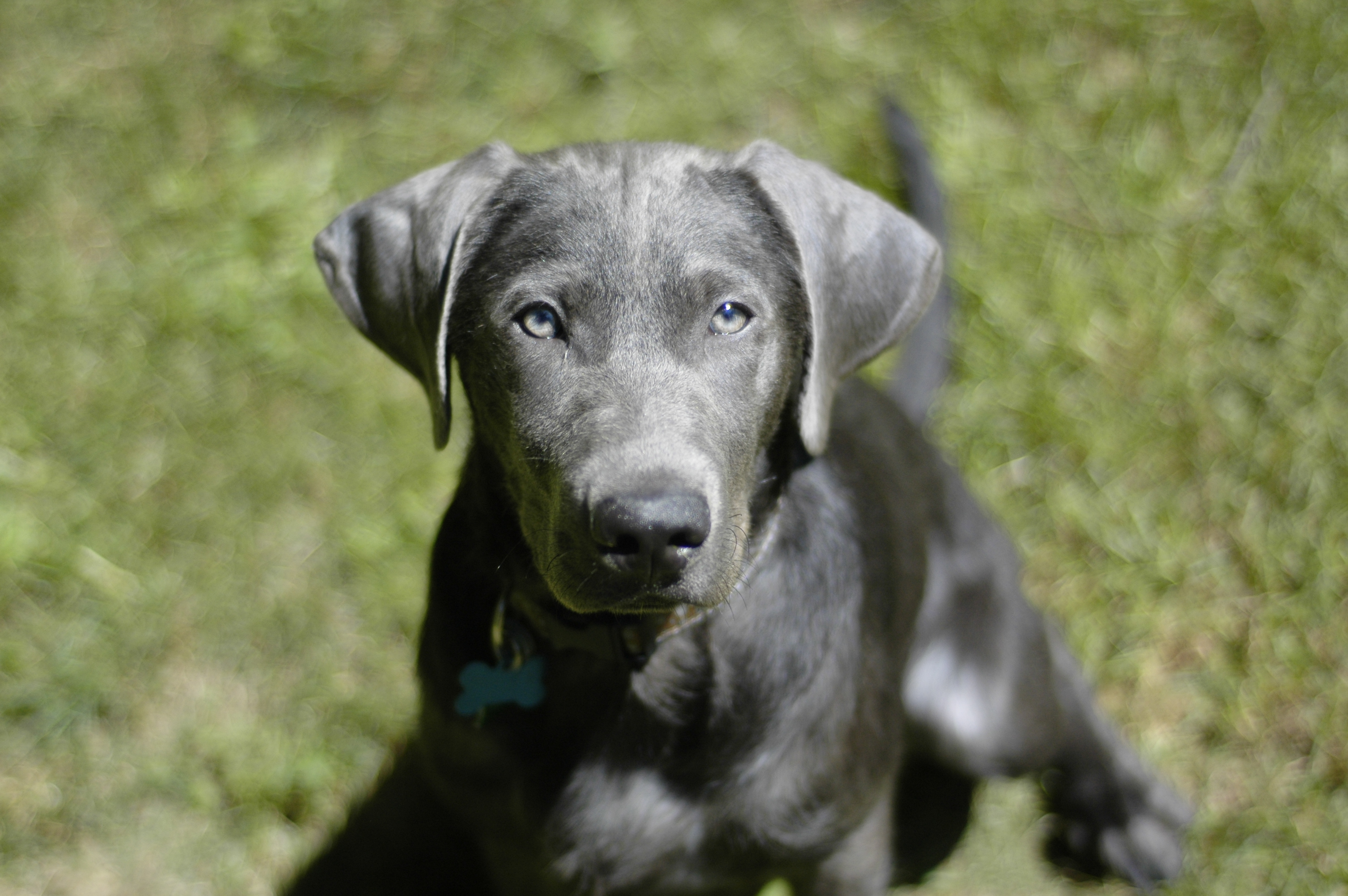
シルヴァーの被毛を持つラブラドール・レトリーバー

ラブラドール・レトリーバーの毛色は、ブラック（濃淡のないブラック一色）、イエロー（クリームからフォックスレッド）、チョコレート（ブラウンからダークブラウン）の三種類が公認されている。ほかに「シルヴァー（灰色）」として売買されているラブラドール・レトリーバーもあるが、この血統は現在でも疑問視されている。世界中の主要なケネルクラブはこのシルヴァーのラブラドール・レトリーバーも登録しているが、「シルヴァー」の毛色としてのものではない。アメリカのラブラドール・レトリーバーの愛好団体 (the LRC) は、公式に「ラブラドールにはシルヴァーを発色させる遺伝子は存在しない」と発表している。胸部、足先、尾などに小さなホワイトの斑点を持つラブラドール・レトリーバーも見られ、まれにではあるがブリンドル（虎毛）やロットワイラーのような黄褐色の斑点を持つラブラドール・レトリーバーもいる。これらの被毛はドッグショーでは失格となるが、ラブラドール・レトリーバーという犬種の特徴である、使役犬やペット犬としての能力が劣るわけではない。
同腹であっても異なる毛色の子犬が産まれることがある。毛色は三種類の遺伝子によって決定される。B遺伝子が被毛のユーメラミン濃度を決定し、ユーメラミン濃度が高い場合には毛色がブラックとなり、濃度が希薄な場合には毛色はチョコレートとなる。E遺伝子はユーメラミンの生成を左右する。劣性E遺伝子がフェアオメラニン（褐色メラニン）を発生させ、B遺伝子の遺伝子型にかかわらず、毛色はイエローとなる。以前から知られていたこれらの遺伝子以外に、優性遺伝であるブラックの対立遺伝子としてKB遺伝子が存在していることが、現在では知られている。ブラック、あるいはチョコレートのラブラドール・レトリーバーは、必ずKB対立遺伝子を持っている。イエローのラブラドール・レトリーバーはE遺伝子によって決定され、K遺伝子の有無は毛色に影響しない。その他、多くの遺伝子が微妙な毛色差を決定しており、例えばイエローに分類されるラブラドールの毛色には、ホワイト、ゴールド、フォックスレッドとさまざまな濃淡が見られる。また、ブラックやチョコレートといった濃色の毛色を持つラブラドールの鼻部は毛色と同じ濃色となる。

##### 鼻部と皮膚の色
ラブラドール・レトリーバーの皮膚の色は複数の遺伝子の影響で決まる。劣性遺伝子の存在が数世代を経て予期せぬ色合いとなって発現することもある。このような色合いの変化はチョコレートの個体にも見られるが、イエローのラブラドール・レトリーバーにその割合が高く、この節も主としてイエローのラブラドール・レトリーバーに関する記述となっている。個体による色合いの変化が大きい場所として鼻先、唇、歯肉、脚、尾、眼周縁が挙げられ、ブラック、ブラウン、フォーン、さらにチョコレートを発現する遺伝子が存在する場合には茶褐色などの色合いが見られる。ラブラドール・レトリーバーは異なった色合いを発現する遺伝子を保有することもあり、たとえばブラックのラブラドール・レトリーバーはチョコレートやイエローの、イエローのラブラドール・レトリーバーもチョコレートやブラックの遺伝子を保有している場合がある。DNA型鑑定によってこれらの遺伝子を有するかどうかの判定が可能となっている。前記三色以外の色合いは好ましいものとはされていないが、ラブラドール・レトリーバーとして不適格と見なされるわけではない。イエローのラブラドール・レトリーバーの皮膚に見られるブラックの発色は、被毛の色を決定する遺伝子とは別物である。イエローの被毛を持つラブラドール・レトリーバーの鼻先はブラックが多く、加齢とともに「スノー・ノーズ」や「ウィンター・ノーズ」と呼ばれるピンクがかった色合いへと変化していく。この変化には暗色のメラニンを合成する働きを持つモノフェノールモノオキシゲナーゼという酵素が影響している。モノフェノールモノオキシゲナーゼの働きは温度に左右されるが、ラブラドール・レトリーバーの場合には生後二年を過ぎたころから、モノフェノールモノオキシゲナーゼの影響は減少していく。イエローのラブラドール・レトリーバーの皮膚の色が加齢とともにピンクがかっていくのはこのためである。
「ダドリー」として知られる色合いを持つラブラドール・レトリーバーも存在する。ダドリーの定義は団体によって異なり、LRCではピンクの鼻先を持つイエローのラブラドール・レトリーバーであるとし、アメリカン・ケネルクラブではブラウンやチョコレートの皮膚をしたイエローのラブラドール・レトリーバーで、眼周縁はブラックやダークブラウンではなく皮膚の色と同色の個体であるとしている。ブラウンやチョコレートの皮膚をしたイエローのラブラドール・レトリーバーの場合、鼻先などがブラウンないしチョコレートであることがダドリーの必須条件ではない。アメリカン・ケネルクラブの定義では、眼周縁がチョコレート、つまり遺伝子タイプがeebbであることが求められている。ただし、ラブラドール・レトリーバーの公式スタンダードに従えば、本物のダドリーの特徴であるピンク一色の鼻部などは、ショーにおいては失格となる。いずれにせよ本物のダドリーのラブラドール・レトリーバーは極めて希少である。

#### 二種類の血統

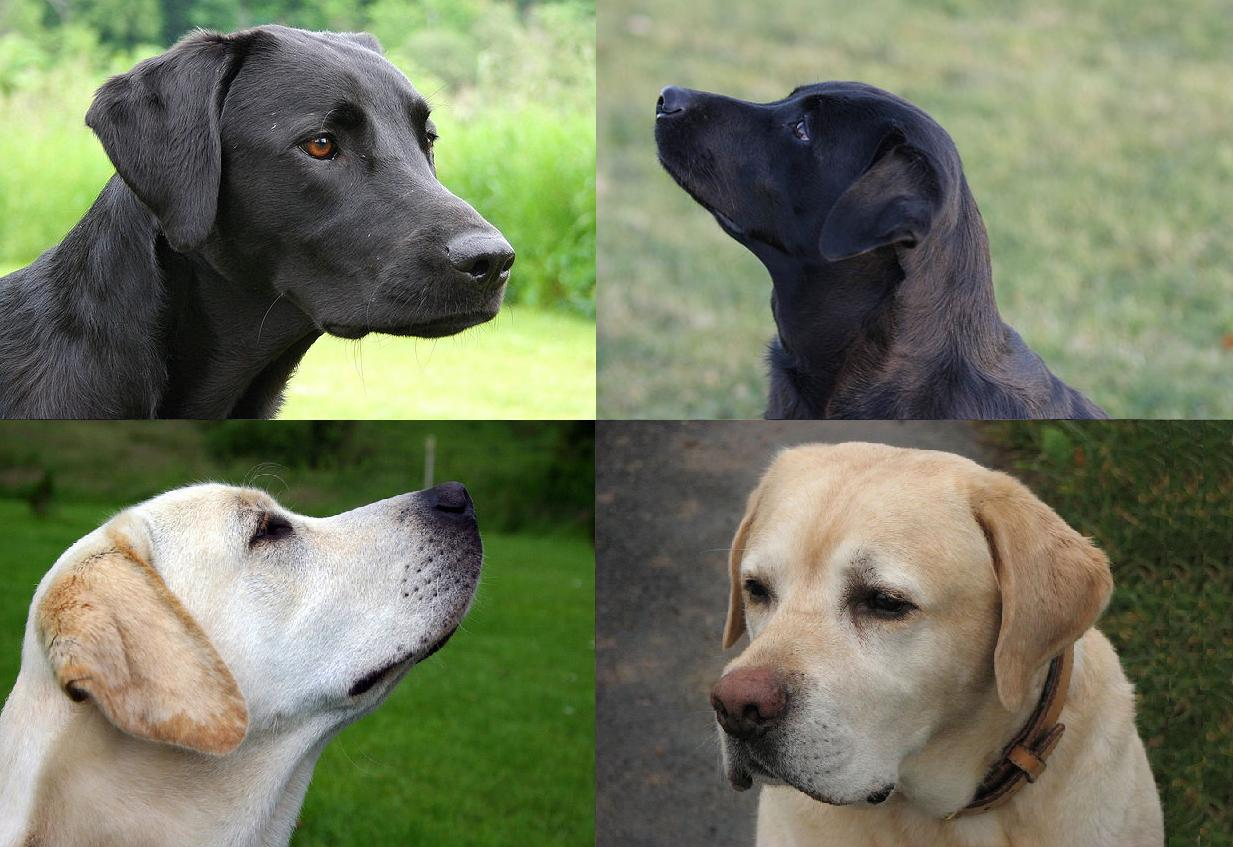
タイプ別の頭部。右：外観重視の血統（イングリッシュタイプ、品評会用）、左：能力重視の血統（アメリカンタイプ、作業用）イングリッシュタイプはマズル（ストップから鼻先）が短く、全体的にしっかりとした外観となっている

ラブラドール・レトリーバーには、使役犬や狩猟犬としての能力を重視したアメリカンタイプと呼ばれる血統と、ドッグショーなどの品評会用に外観を重視したイングリッシュタイプと呼ばれる血統の、それぞれに特化した二種類の異なる血統がある。個体差はあるものの、一般的には外観重視のイングリッシュタイプのラブラドール・レトリーバーのほうががっしりとした身体つきをしており、胴は短く、被毛は密生している。一方、能力重視のアメリカンタイプは脚が長く、細身のしなやかな外観となっている。頭部もイングリッシュタイプは横幅が広く、明確なストップ（額と鼻の間のくぼみ）を持ち、太く頑丈な首をしているが、これに比べるとアメリカンタイプの頭部は細く、マズルが長いといえる。アメリカンタイプのラブラドール・レトリーバーはイングリッシュタイプに比べるとより活動的で神経質な面を持っており、家庭犬よりも使役犬としての資質が高い。使役犬としてのラブラドール・レトリーバーの能力を追求する繁殖家の中には、外観を重視するドッグショーの評価は適切ではなく、別途使役犬としての能力を評価すべきであるとするものも多い。

アメリカン・ケネルクラブやラブラドール・レトリーバーのクラブなど、アメリカの主要団体のスタンダードは、使役犬としてのラブラドール・レトリーバーに適合したものとなっている。例えばアメリカン・ケネルクラブのスタンダードの肩高は、イギリスのケネルクラブのスタンダードよりもわずかに高く設定されている。

## 性質

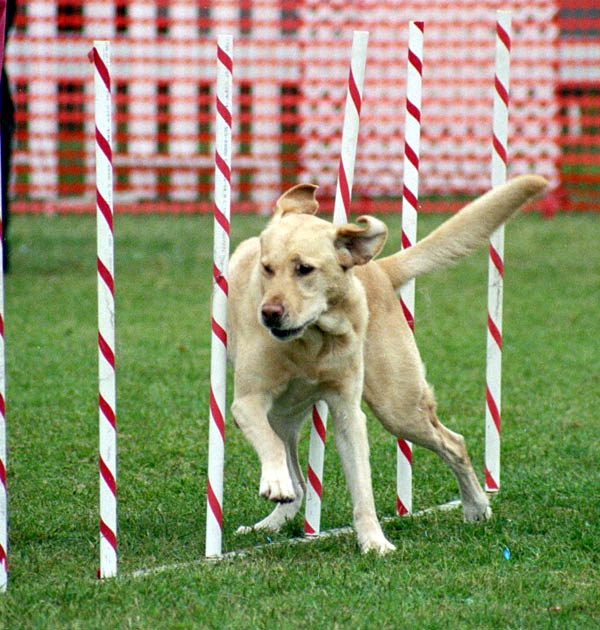
アジリティ競技中のラブラドール・レトリーバー

アメリカン・ケネルクラブが定めるスタンダードによればラブラドール・レトリーバーの性質は温和、社交的、従順となっている。ボール投げ、アジリティ、フリスビーキャッチ、フライボールといった遊びや競技を好む犬種でもある。嗅覚も鋭く、臭跡をたどって追跡を続ける忍耐力にも優れている。この能力から軍用犬や警察犬としても使役されており、密輸業者、泥棒、テロリスト、闇取引商人などの摘発に一役買っている。また、物をくわえることを本能的に好み、飼い主の手を甘噛みすることもあるが力加減を弁えており、卵を割らずに口にくわえて運ぶことも出来る。この能力は水鳥などの獲物を傷つけずに回収する狩猟犬としての能力を重視して繁殖されてきたことが背景にある。ラブラドール・レトリーバーの被毛には水をはじく性質があり、このことも水辺や湿地で使役される鳥猟犬としての能力を高めている。
ラブラドール・レトリーバーは非常に落ち着いた性格を持ち、あらゆる年代の子供や他の動物に対しても非常に友好的な優れた家庭犬になると評価されている。ただし、使役犬としての能力を最重要視する血統のラブラドール・レトリーバーはこの限りではなく、敏捷で活発な性質が求められることもある。遊び好きでにぎやかな環境を好み、恐れを知らないその性質から、訓練と適切な躾が必要であり、これらがなされていない場合には問題犬となることがある。また、メス犬のほうが独立心がやや強い犬種でもある。ラブラドール・レトリーバーは生後およそ三年で成熟する。成熟するまでのラブラドール・レトリーバーは仔犬のように活動的であり、このことが興奮しやすく落ち着きのない犬であるという誤った評価をされることもある。早い時期から鎖や紐でつなぐ訓練をすることは、成犬になってから散歩時などに飼い主を引っ張りまわす癖を防ぐことに有効であると考えられている。
外部の騒音に反応して吠え立てることもあるが、ラブラドール・レトリーバーは無駄吠えが少なく、縄張り意識も見られない犬種とされている。見知らぬ人間に対しても鷹揚で友好的な性質があるため、番犬にはあまり向いていない。また、ラブラドール・レトリーバーは食欲旺盛な犬種として知られており、ときに食物ではないものまで見境なく食べてしまうことがある。つねに食物を求めているといっても過言ではなく、飼い主は誤食、過食による肥満や病気には十分に注意する必要がある。
賢く温和な性質と優れた学習能力を持つラブラドール・レトリーバーは、捜索犬、災害救助犬、探知犬、セラピー犬といった使役用途に理想的である。アメリカ人心理学者スタンレー・コレンの『あなたの犬の偏差値は？』でラブラドール・レトリーバーは7位となっている。アメリカン・ケネルクラブはラブラドール・レトリーバーを家庭犬などに理想的であるとしており、獲物を回収する現役の猟犬としても用いられているとしている。

### 習性

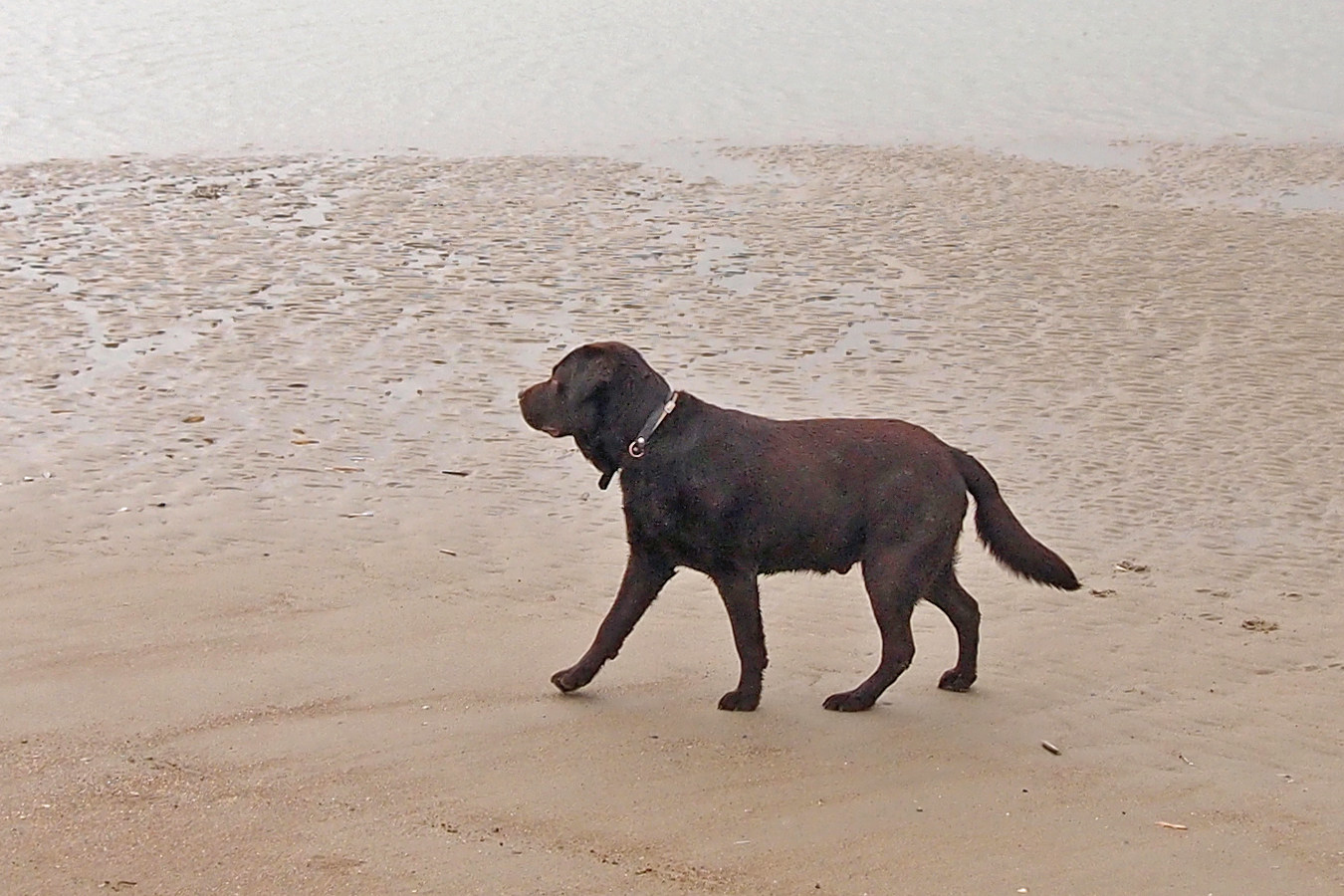
浜辺を歩くチョコレートのラブラドール・レトリーバー

ラブラドール・レトリーバーは、塀を飛び越えたり地面を掘り返す習性はあまり見られない犬種ではあるが、個体差があり、塀をよじ登ったり飛び越えたりすることを好む個体もいる。非常に賢く、興味を持った事柄に対しては高い集中力を発揮する犬種である。このため、退屈しているラブラドール・レトリーバーに何らかの外的刺激が与えられると、「非常に優秀な」「脱走の名人」となることもある。
ラブラドール・レトリーバーは好奇心旺盛かつ冒険好きで社交的な犬種であり、人の後を着いてまわったり、食物や目新しい臭いを追跡する習性がある。このため、飼い主の前から突然姿を消したり、ちょっとした物音につられてどこかへ行ってしまうことがあるほか、他人を警戒することがほとんどない性質が災いして、盗まれることもある。イギリスのケネルクラブなどのクラブの多くや、盗難犬の捜索援助組織では、ラブラドール・レトリーバーにマイクロチップの埋め込みと、飼育者の名前と住所を記した首輪やタグの装着を推奨している。

### 使役犬としての資質

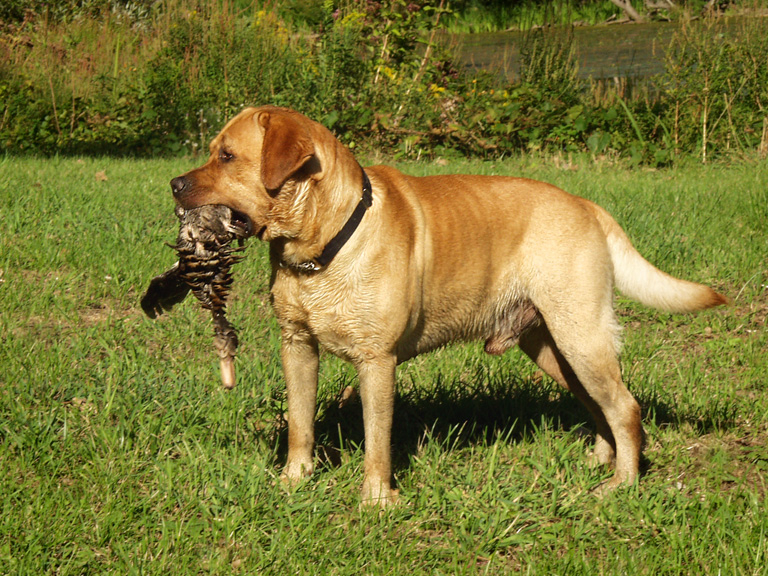
池に落ちた鴨を回収してきたラブラドール・レトリーバー

ラブラドール・レトリーバーは労働意欲が高い知的な犬種で、その性質も概して良好である。アメリカの調査機関 (American Temperament Test Society) が実施した性質のテストで、92.3%のラブラドール・レトリーバーが合格したという統計が残っている。この優れた能力、性質を活かしてラブラドール・レトリーバーは、狩猟犬、災害救助犬、探知犬、身体障害者補助犬、セラピー犬などの役割で使役されている。カナダでは盲導犬に使役されている犬のうち、およそ60 - 70%がラブラドール・レトリーバーで、その他の犬種としてはゴールデン・レトリバー、ジャーマン・シェパードがあげられる。耳が折れている点が、他の種類に比べて他人に恐怖感を与えないということで、盲導犬・聴導犬・介助犬・セラピー犬として必ず採用される。
ラブラドール・レトリーバーは泳ぎが得意で、凍て付くような水温下でも長時間泳ぎ続けることができる。この能力は鳥猟犬として最適なもので、狩猟の獲物である撃ち落された鳥を視認し、優れた嗅覚で臭いを探り当てて獲物が落下した場所までたどり着き、水に落ちた獲物であってもハンターの下へと運んでくることが出来る。このため、ラブラドール・レトリーバーは水鳥回収の王 (king of waterfowl) とも呼ばれている。狩猟犬としてのラブラドール・レトリーバーは回収用途の他に、獲物の発見（ポインティング）や獲物の追い出し（フラッシング）にも用いられており、狩猟愛好家にとって極めて優れたパートナーとなっている。
ラブラドール・レトリーバーが知的で自発的な行動をとることができる好例として、2001年に人命救助をしたエンダルという名前の犬があげられる。エンダルは交通事故によって意識を失った飼い主に回復体位をとらせ、車の中から携帯電話と毛布を運び出した。そして毛布を気絶している飼い主にかけたうえで、近くの家に助けを求めるべく吠え立てて、さらに近くのホテルへ駆けていって救助を求めたのである。また、ATMでの金銭やカードの取り忘れを飼い主に教える訓練を受けているラブラドール・レトリーバーも多い。
ラブラドール・レトリーバーは、レオンベルガー、ニューファンドランド、ゴールデン・レトリバーなどとともに救助犬、水難救助犬としても使役されている。イタリアにはこれらの犬種を救助犬として訓練する学校も存在している。

## 健康面

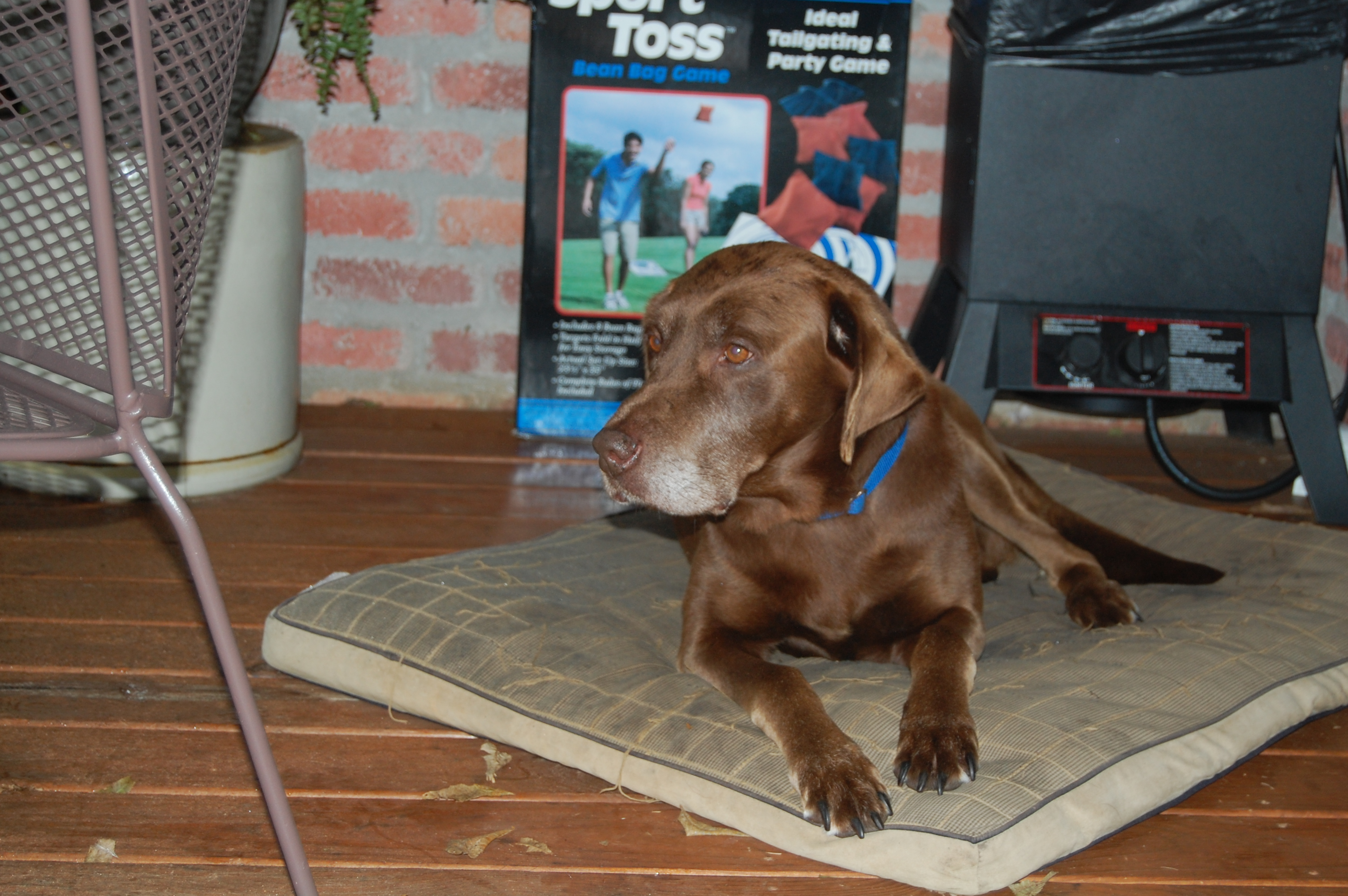
12歳のラブラドール・レトリーバー。他の多くの犬種と同様に、ラブラドール・レトリーバーも加齢とともに被毛、とくに鼻先が白くなっていく。

通常であれば、生後8週間未満のラブラドール・レトリーバーの幼犬が親犬から離されて家庭に迎え入れられることはない。寿命は10年から13年ほどで、基本的に頑健な犬種ではあるが罹患しやすい病気も少数ながら存在する。

### 遺伝性疾患
- 大型犬種によく見られる[50]股関節形成不全、肘関節形成不全[51]を発症することがあるが、他犬種に比べるとその割合は低い[52]。
- 膝蓋骨脱臼を起こすことがある。
- 眼病、とくに進行性網膜萎縮症（英語版）、白内障[53]、角膜ジストロフィー（英語版）[51]、網膜形成異常（英語版）を発症することがある。
- まれにではあるが、遺伝性筋疾患によって速筋線維の欠損症を発症する。初期症状としてぎこちない歩行と、極めてまれにではあるが脊柱後弯に起因する首のねじれがあげられる[54]。
- そのほか、発症率は低い症例として、自己免疫疾患、聾などがあげられるが、先天的なものか、あるいは老犬になってから発症することが多い[22]。
- 遺伝性の運動誘発性虚脱（英語版）を発症することもあり、軽い運動の後に発熱、虚脱、衰弱、見当識障害といった症状となって現れる[55]。

### 肥満
ラブラドール・レトリーバーは食欲旺盛な犬種で、運動不足や退屈は肥満の原因となりうる。肥満は犬の健康状態に関するもっとも大きな問題だと見なされている。ある調査によれば、アメリカで飼育されている犬のうち、少なくとも25%が適正体重を超えているとされており、ラブラドール・レトリーバーにも適切な運動と刺激が必要であると考えられている。心身ともに健康なラブラドール・レトリーバーであれば二時間程度の水泳や駆け足をこなす能力があるが、そのためには細身のしなやかな体型を維持する必要がある。肥満は股関節や脚部の形成不全を悪化させるだけでなく、糖尿病などの原因となることもある。また、老犬では変形性膝関節症も珍しくはなく、脚部に負担がかかる肥満のラブラドール・レトリーバーにより多く見られる症例となっている。アメリカのペットフード製造業者ピュリナが14年をかけて48頭のラブラドール・レトリーバーを対象として行った調査によると、適切な食餌を与えられた締まった体躯のラブラドール・レトリーバーは、無計画な食事を与えられたラブラドール・レトリーバーよりも二年程度長生きであるという結果が出ており、肥満につながる過度な食餌を強く戒めている。ラブラドール・レトリーバーの運動量としては、一日に少なくとも30分の散歩が二回必要であるとされている。

## 世界的な普及
アメリカでラブラドール・レトリーバーが広く認識され始めたのは、1928年にアメリカン・ケネルクラブがその機関紙『アメリカン・ケネル・ガゼット』で特集を組んでからだった。それまでアメリカン・ケネルクラブに登録されていたラブラドール・レトリーバーはわずかに23頭しかおらず、このことについては当時のイギリスとアメリカとでは狩猟犬に求められる能力が異なっていたことも理由の一つとして挙げることができる。その後アメリカでもラブラドール・レトリーバーの狩猟犬としての能力が知られるようになり、とくに第二次世界大戦後には複数の用途を満たす狩猟犬として高く評価されるようになった。
北アメリカと西ヨーロッパ以外の国々にラブラドール・レトリーバーが広まったのはさらに遅く、例えばロシア（当時はソ連）にラブラドール・レトリーバーが初めて持ち込まれたのは、他国の外交官がペットとして連れてきた1960年代後半だと考えられている。現在の独立国家共同体にあたる諸国でも、ラブラドール・レトリーバーの純血種としての確立はなかなか進まなかった。これはラブラドール・レトリーバーの個体数が少なかったことと、さまざまな地勢的あるいは政治的な要因によるものである。1980年代初頭になっても、交配相手の個体を海を越えた他国からの輸入に頼ることが普通に行われていた。このように純血のラブラドール・レトリーバー同士の交配が困難だったことから、暗黙のうちにラブラドール・レトリーバーと他のレトリバーとの異犬種交配が行われるようになっていったが、1990年代以降はこのような状況は改善されつつある。

### 個体数
ラブラドール・レトリーバーは、世界的に見ても特に人気がある犬種となっている。2006年現在の時点で、
- 世界でもっとも飼育頭数が多い犬種である[60][61]。
- オーストラリア[62]、カナダ[63]、イスラエル[64]、ニュージーランド[65]、イギリス[66]、アメリカ[67][68]で飼育頭数が1位である。
- イギリスとアメリカでのラブラドール・レトリーバーの飼育頭数は、飼育頭数2位の犬種のおよそ2倍以上であり[66][67]、同じような大きさの他犬種との比較では、2位となるジャーマン・シェパードやゴールデン・レトリバーの3倍から5倍の飼育頭数となっている[66][67]。
- 各種の身体障害者補助犬としての登録数は、アメリカ、オーストラリアなど多くの国で1位で[69]、警察犬などの公的な用途に使役されている頭数も多くの国で1位である[8]。
- アメリカの盲導犬のおよそ60%から70%はラブラドール・レトリーバーである[43]
- オーストラリア・ナショナル・ケネル・カウンシル（英語版）が制定している「狩猟犬の殿堂」に登録されている13頭のうち7頭がラブラドール・レトリーバーである[70]。

世界中で飼育されているラブラドール・レトリーバーの正確な頭数に関する記録は存在しない。2005年時点でもっとも多くラブラドール・レトリーバーが飼育されていた国の上位は、1位イギリス、2位フランスとアメリカ、4位スウェーデン、5位フィンランドとなっていた。スウェーデンとフィンランドの人口は他の3国と比べるとはるかに少ないため、人口当たりの飼育数でみるとこの2国が上位となる。
| 国名         | 2005年時点での人口 （百万人） | ラブラドール・レトリーバーの 登録頭数 | 人口百万人あたりの 登録頭数 |
| ------------ | ----------------------------- | ------------------------------------- | --------------------------- |
| フィンランド | 5.2                           | 2,236                                 | 426.0                       |
| フランス     | 60.5                          | 9,281                                 | 153.4                       |
| スウェーデン | 9.0                           | 5,158                                 | 570.5                       |
| イギリス     | 59.7                          | 18,554                                | 311.0                       |
| アメリカ     | 307.0                         | 10,833                                | 36.3                        |
アメリカの任意団体である動物整形外科基金（OFA）が発表した統計によると、ラブラドール・レトリバーの登録数ではイエローとブラックがほぼ同数でややイエローが多く、チョコレートが少ないという結果となっている。

### ベトナム戦争と軍用犬
アメリカの歴史上、「軍用作業犬 (military working dogs )」として使役された軍用犬で、戦闘を生き延びた犬が一頭もアメリカ本国に帰還しなかったという公式記録を持つのはベトナム戦争だけである。軍事消耗品に分類されたおよそ4,000頭の軍用犬がベトナム戦争に投入され、ベトナム戦争を生き延びたわずか200頭の軍用犬は本国へ送還されることなく、そのまま別の国の軍事基地に配備し直されたといわれている。
ベトナム戦争時にアメリカ軍の軍用犬としてもっとも多く採用されたのはジャーマン・シェパードで、偵察、見張り、地雷探知などの役割で使役されており、アメリカ海軍では水中から侵入してくる敵兵の発見にも用いられていた。ラブラドール・レトリバーは「戦闘追跡部隊 (CTTs)」の軍用犬として採用された。戦闘追跡部隊は通常、指揮官、ハンドラー（犬の調教担当）、観測担当、護衛担当の4名と1頭のラブラドール・レトリバーで構成されていた。ラブラドール・レトリバーはその優れた嗅覚による追跡能力で軍用犬に採用されており、敵偵察兵、負傷したアメリカ軍人、撃墜された同盟国パイロットの発見などに使役された。この戦争でアメリカ軍が採用したラブラドール・レトリバーは、マレーシアにあったイギリス軍のジャングル戦軍事校 (Jungle Warfare School ) で軍用犬の訓練を受けた犬だった。。
2000年11月に当時のアメリカ大統領ビル・クリントンが、軍用犬を引退した犬が軍事以外の目的で引き取られることを認める修正法案に署名したことから、今後もベトナム戦争が唯一の、アメリカ本国に軍用犬が帰還しなかった戦争になるものと考えられている。

## ハイブリッド犬種
プードルとラブラドール・レトリーバーとのクロスブリード（異犬種交配）で生み出されたのが、ハイブリッド犬種のラブラドゥードルである。ラブラドゥードルはアレルギーを持つ障害者への介助犬を作出すべく、オーストラリアで考案されたハイブリッド犬種である。しかしながら、このクロスブリードで生まれた犬が、低アレルギー性のプードルの被毛を遺伝的に受け継ぐ保証はない。そのほか、同じく優れた性質を持つゴールデン・レトリバーとラブラドール・レトリーバーとのクロスブリードで、より優れた性質の介助犬を作出しようとしている介護支援団体も存在する。
身体障害者補助犬支援組織であるミラ基金ではバーニーズ・マウンテン・ドッグとラブラドール・レトリーバーとのハイブリッド犬「ラバニーズ (Labernese)」を介助犬として用い、一定の成果をあげている。

## 有名なラブラドール・レトリバー
身体障害者補助犬
- イギリスの介助犬エンダルは「世界でもっとも多くの賞を受けた犬」といわれ、その勇敢さと献身に対して（for Animal Gallantry and Devotion to Duty）PDSAゴールドメダルが贈られた。またロンドンの観覧車ロンドン・アイに乗った最初の犬でもある。2009年3月にエンダルが死ぬまでに、エンダルと飼育者のアレン・パートンは350回近く各国の記者によって映像に収められており、後にエンダルの生涯が映画化された。
- 盲導犬クイールは、写真集『盲導犬クイールの一生』などの書籍のモデルとなり、その一生がのちにテレビドラマ化、劇場映画化された。
- 盲導犬アロマは、2003年に日本初となる人間以外への特別住民票の交付が佐賀県嬉野町（現・嬉野市）より行われ、2011年の引退時まで、視覚障害者である演歌歌手の岸川美好に貸与された。

警察犬、軍用犬、災害救助犬
- 探知犬ザンジアは1993年のムンバイ連続爆破事件で武器弾薬の摘発に使役され、57個の手製爆弾、175個の火炎瓶、11の重火器、242個の手榴弾、600個の起爆装置の発見に貢献した。なかでももっとも大きな功績は、爆弾の主原料RDXを3,329kgも摘発したことである。ほかにも18丁の56式自動歩槍、5丁の9mmピストルの摘発に貢献した。
- DVD探知犬ラッキーとフローは2007年にマレーシアで6カ月の間に200万枚近くの海賊版DVDを摘発した。海賊版DVD摘発の他にも6名の犯罪者の逮捕に功績をあげ、マレーシア政府からメダル (outstanding service award ) を授与された。そして海賊業者はこの2頭に30,000ポンドの懸賞金をかけて殺害しようとした。
- オーストラリア軍特殊部隊の爆発物探知犬サービは、2008年9月にアフガニスタンでの作戦中に作戦行動中行方不明(MIA)となったが、14か月後に無事に発見、救出された。
- FEMA救助隊ユタ・タスクフォースの災害救助犬ジェイクは、2001年のアメリカ同時多発テロ事件のグラウンドゼロ地点で17日間にわたって生存者の発見救出にあたったほか、2005年のハリケーン・カトリーナ、ハリケーン・リタの被災地でも災害救助に貢献した。
- 香川県丸亀警察犬訓練所に所属していたきな子は、「ズッコケ見習い警察犬」の愛称で親しまれ、その実話をもとにした映画『きな子〜見習い警察犬の物語〜』も制作された。

ペット
- 第42代アメリカ合衆国大統領ビル・クリントンの愛犬バディとシーマス。
- ウラジーミル・プーチンの愛犬コニー。大統領官邸を自由に歩き回っていたため、時々ニュースなどに登場した。

フィクション
- ラブラドール・レトリバーは、さまざまなシットコムなどのテレビドラマ、テレビ番組にペットや重要なキャラクターとして登場している。オーストラリアのソープオペラ『ネイバーズ』に登場するバウンサー、『三匹荒野を行く』に登場するルーアなどがあげられる。
- 映画化もされた、ジョン・グローガンのベストセラーエッセイ『マーリー 世界一おバカな犬が教えてくれたこと』の主役犬マーリー。
- 英国放送協会の子供向けTVシリーズ『ビッグ・バーン・ファーム』に登場するイエローの仔犬ディジャー。
- アメリカのアニメーション作品『ファミリー・ガイ』のブライアン・グリフィンは、ホワイトのラブラドール・レトリバーである。
- アメリカのテレビドラマ『LOST』のヴィンセントは、ホワイトのラブラドール・レトリバーである。

マスコット
- 1972年以来、クリネックス社が発売しているトイレットペーパーのコットンエールには、アンドレックスと名付けられたラブラドール・レトリバーの仔犬が広告に使用されている。
- ミシガン州立大学のアメリカン・フットボールチームのスパルタンの試合では、ハーフタイムに「ジーク・ザ・ワンダードッグ」と呼ばれる、ジークと名付けられた犬によるフリスビーキャッチショーが行われる。歴代のジークのうち、ジーク4世はイエローのラブラドール・レトリバー、ジーク3世と2世はブラックのラブラドール・レトリバーである。
- サンライズのCMに出演しているゴン太一家。
- AGのポスター広告の探偵犬クロはブラックのラブラドール・レトリバーで嗅覚で人を捜し当てることができる。

その他
- 『ペット大集合!ポチたま』初代旅犬まさお君（2006年12月9日悪性リンパ腫で死去）、母犬のエリー、配偶犬のダイアン、子供のエルフ、翼君、ロック君、2代目旅犬だいすけ君（2011年11月29日胃捻転で死去）、エリーの来孫の3代目旅犬まさはる君（2023年3月19日悪性リンパ腫で死去）、父犬のジョン、母犬の丸子、兄弟犬のはるこ・レオ君、映画『LOVE まさお君が行く!』で代役を務めたラブ君、妻役の犬や子犬役の犬もラブラドール・レトリーバーである。
- 飼い主の死後、黒だった毛色が白く変色したことで知られるソニア。
- 桜井昭生『ノーブルとの約束』で、九州初の介助犬になることを目指し、志半ばで一生を終えた実在のラブラドールであるノーブル。